# Gawriil Abramowitsch Ilisarow

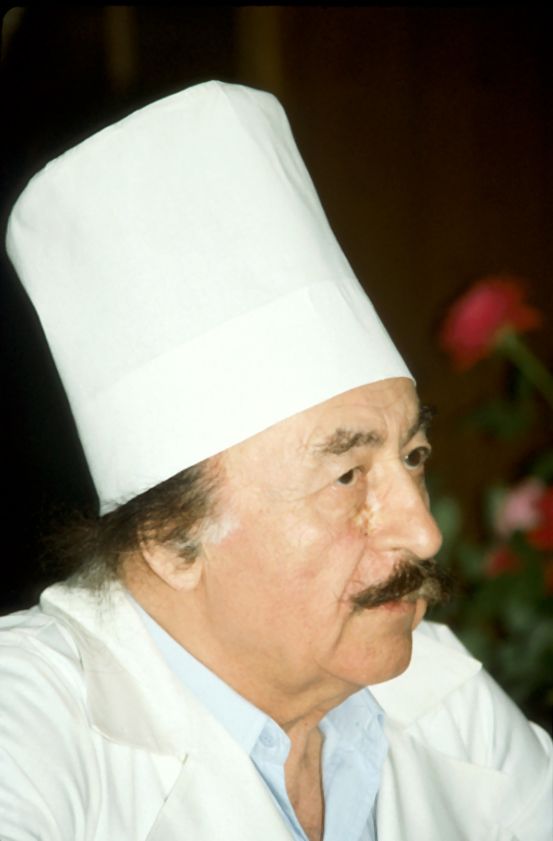
Gawriil Abramowitsch Ilisarow (1991)

Gawriil Abramowitsch Ilisarow (russisch Гавриил Абрамович Илизаров; * 15. Juni 1921 in Białowieża, Polen; † 24. Juli 1992 in Kurgan) war ein  Orthopäde in der Sowjetunion.

## Leben
Als Kind armer Bauern jüdischen Glaubens sah Ilisarow erst mit 10 Jahren das erste Schulbuch. Trotzdem schloss er die Schule als Bester ab – in der Hälfte der regulären Zeit. Er studierte Medizin an der Medizinischen Georgijewski-Universität der Krim, die im  Deutsch-Sowjetischen Krieg von Simferopol nach Kasachstan verlegt worden war. Nachdem er 1944 das Abschlussexamen bestanden hatte, wurde er in die Oblast Kurgan beordert. Jahrelang war er dort der einzige Arzt:

„Ich zog Zähne, schnitt Blinddärme aus Bäuchen sibirischer Bauern und heilte die Wehwehchen der Kinder. Doch am meisten faszinierte mich die Orthopädie und die Traumatologie.“

1950 kam er als Orthopäde an das Gebietskrankenhaus Kurgan. Es fehlte an Hilfsmitteln zur Behandlung von Knochenbrüchen und die Bauern wollten nicht wochenlang im Bett liegen. 1951 stellte er seinen epochalen  Ringfixateur zur geschlossenen Behandlung von  Knochenbrüchen vor. Für Ilisarow „eine Methode, aber mehr als 300 Anwendungsmöglichkeiten“.

„Wenn ich auf einem Pferdewagen zu den Patienten fuhr, hatte ich stets Kumt, Krummholz und Deichsel vor mir. Da kam mir eines Tages die Idee.“

Aus dem neuen Verfahren entwickelte sich die Kallusdistraktion, die die Verlängerung (und den Segmenttransport) von Röhrenknochen ermöglicht. Nach zehnjähriger Anwendung des Fixateurs  habilitierte sich Ilisarow als Doktor medizinskych nauk (Doktor der medizinischen Wissenschaften). 1968 operierte er Waleri Nikolajewitsch Brumel. 1971 wurde er Direktor des Kurganer Forschungsinstituts für Experimentelle und Klinische Orthopädie und Traumatologie. Es untersuchte die Biologie der Ossifikation und neue Verfahren zur Behandlung von Knochenbrüchen und orthopädischen Erkrankungen. Für 140 Mio. Rubel wurde ihm eine neue Klinik gebaut; mit 1.000 Betten und 168 nachgeordneten Ärzten war sie die weltweit größte für Orthopädie. Bis 1983 hatte Ilisarow seinen Fixateur in 25.000 Fällen eingesetzt; in der Sowjetunion waren es 300.000. Zu Ilisarows Kongress im September 1983 kamen 400 Kollegen, aber nur einer aus Moskau.
Durch einen Zufall wurden Ilisarow und sein Verfahren in Kurgans Partnerstadt Rufina (Toskana) bekannt. Carlo Mauri ließ sich in Kurgan operieren und rühmte Ilisarow in Italien. Deutsche Touristen hörten davon und schickten ihren  chondrodystrophen Sohn nach Kurgan. Über diese Geschichte berichtete Der Stern im Oktober 1983.
Ilisarow betreute 7 Habilitationen und 52 Doktorarbeiten. Er gründete die Kurganer Orthopäden- und Traumatologengesellschaft. Er war führendes Mitglied der  Sowjetischen Akademie der Wissenschaften und Herausgeber der Fachzeitschrift Ortopedija, Trawmatologija i Protesirowanije. Ilisarow starb mit 71 Jahren.

## Werke
- mit F. N. Susmanovicz und A. M. Marchaschov: Neue Möglichkeiten des Ersatzes traumatisch oder anderweitig entstandener Gefäßdefekte an den Magistralgefäßen der Extremitäten ohne Transplantation. Zentralblatt für Chirurgie 106 (1981), S. 794–800.
- Transosseous Osteosynthesis. Theoretical and Clinical Aspects of the Regeneration and Growth of Tissue, übersetzt von Stuart A. Green. Springer, Berlin Heidelberg 1992, ISBN 3-540-53534-9, Neuauflage 2011, ISBN 978-3642843907.

## Auszeichnungen

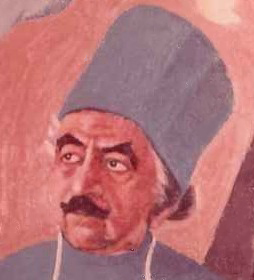
Gawril Abramowitsch Ilisarow (Gemälde von Israel Tsvaygenbaum)

Unvollständige Liste

### Sowjetische
- Verdienter Arzt der  Russischen Sozialistischen Föderativen Sowjetrepublik
- Verdienter Erfinder der UdSSR
- Leninpreis (1978)
- Held der sozialistischen Arbeit
- Rotbannerorden

### Internationale
- Orden des Lächelns
- Ehrenbürger von Mailand, Lecco, Rufina, Florenz und Nancy
- Ehrenmitglied der  Mazedonischen Akademie der Wissenschaften und Künste
- Robert-Danis-Preis der International Society of Surgery
- Nessim-Habif-Preis (Genf)
- Orden der Jugoslawischen Fahne
- Orden von Italien, Mongolei, Staat Palästina, Jordanien
- Asteroid (3750) Ilizarov (1982), siehe Liste der Asteroiden, Nummer 3501 bis 4000
- Ehrenmitglied der Deutschen Ilisarow-Gesellschaft

## Publikationen zum Ilisarow-Verfahren

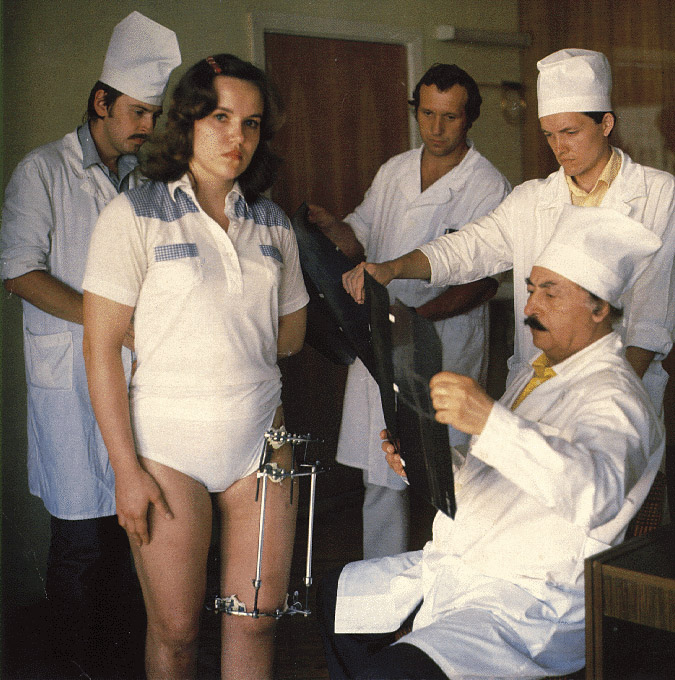
Ilisarow in Kurgan (1991)

- Dietmar Wolter, Walther Zimmer (Hg.): Die Plattenosteosynthese und ihre Konkurrenzverfahren. Von Hansmann bis Ilisarow. Springer, Berlin Heidelberg 1991, ISBN 978-3-540-53536-2.
- S. Ramez, W. Strecker, G. Suger, H. Karim (Kabul): Primäre Behandlung von Schuss- und Explosionsverletzungen der Extremitäten mit dem Ringfixateur nach Ilisarow. Der Unfallchirurg 96 (1993), S. 438–442.
- G.N. Jukema, M. Settner, H.-J. Boehm, G. Hierholzer: Ilisarov ring fixator: an alternative to amputation. Chirurgisches Forum für experimentelle und klinische Forschung 112 (1995), S. 1228–1230.
- B. Mandrella, K. K. Hong, C. Vuthy, T. Lao Hy, M Abdurahman: Kallusdistraktion und Kalluskompression nach Ilisarov in der Behandlung von Defektschussbrüchen, Pseudarthrosen und posttraumatischen Fehlstellungen in Ländern der Dritten Welt. Ein Erfahrungsbericht aus Provinzhospitälern Kambodschas und Äthiopiens. Der Unfallchirurg 98 (1995), S. 344–349.
- Joachim Pfeil, Franz Grill, Reinhard Graf: Technik der Verlängerungen, Pseudarthrosenbehandlung und Deformitätenkorrektur. Springer, Berlin Heidelberg 1996, ISBN 978-3-642-64643-0.
- John G. Birch, Mikhail L. Samchukov: Korrektur von meta-epiphysären Fehlstellungen der Tibia im Wachstumsalter nach Ilisarov. Operative Orthopädie und Traumatologie 12 (2000), S. 220–233.

## Fortentwicklung

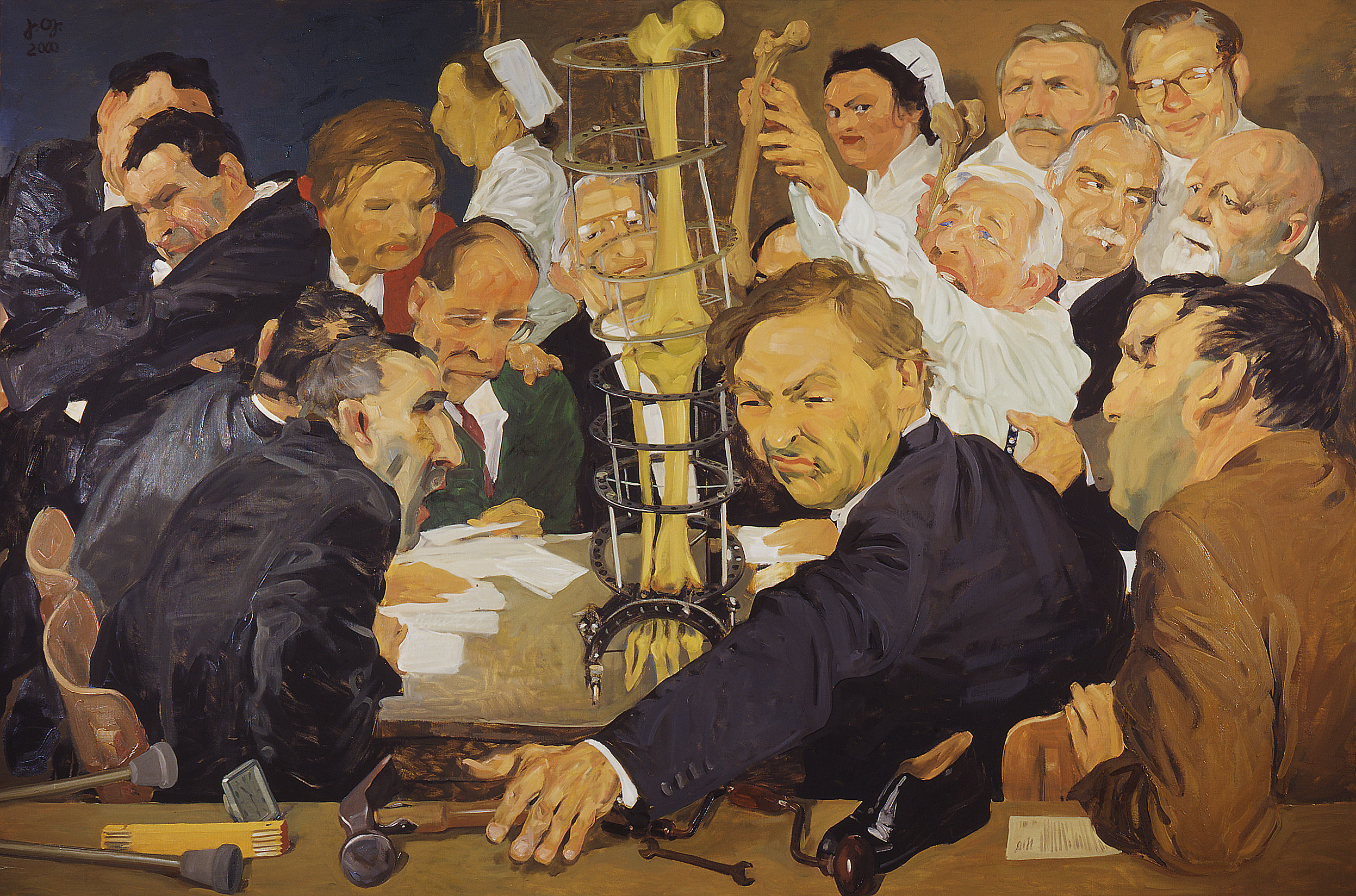
Ilisarow-Fixateur (Johannes Grützke)

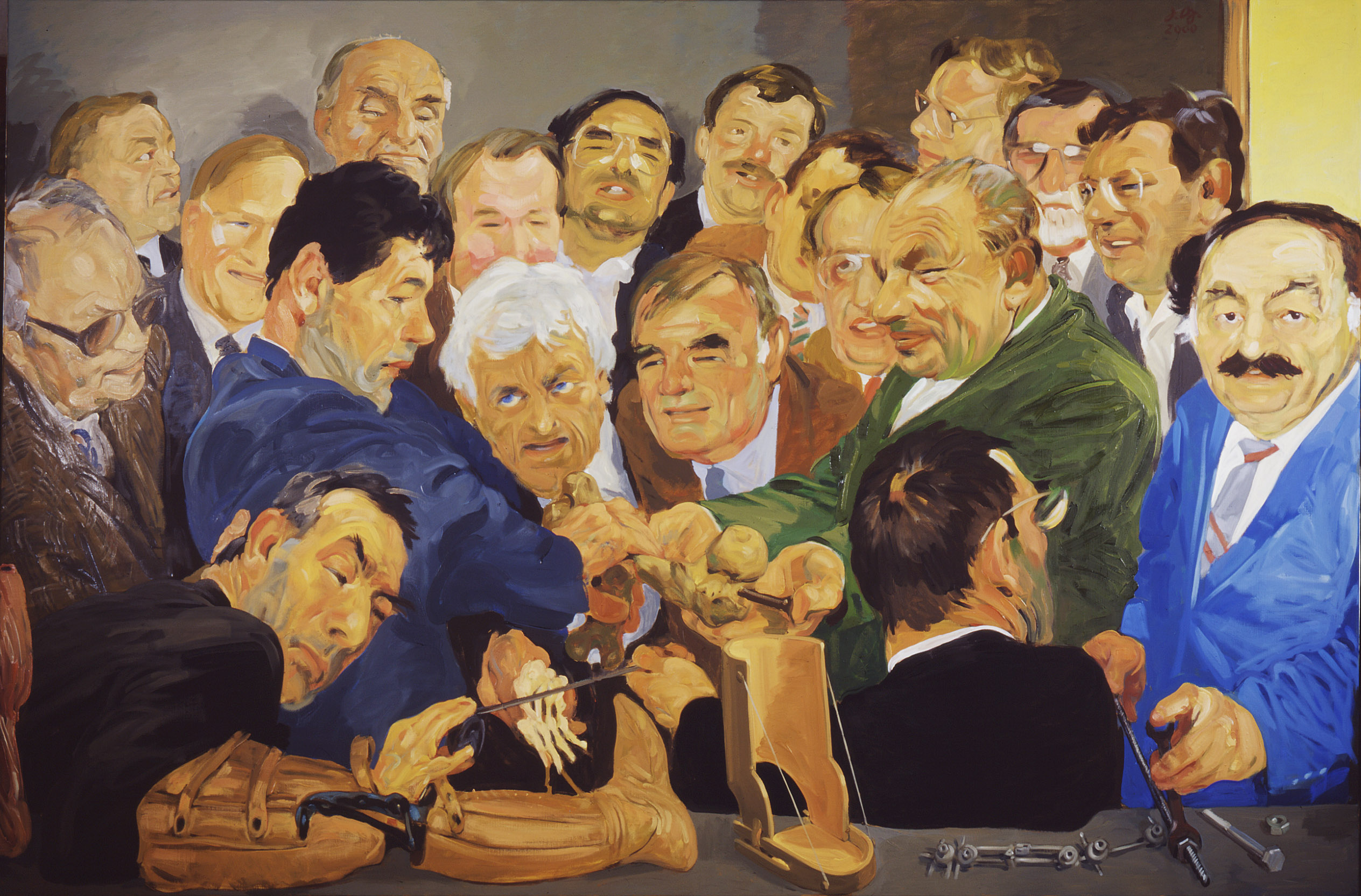
Küntscher und Ilisarow (Grützke)

In Deutschland ist das  Berufsgenossenschaftliche Unfallkrankenhaus Hamburg das Referenzzentrum für das Ilisarow-Verfahren. Nachdem Dietmar Wolter 1989 in Hamburg die erste Ilisarow-Tagung ausgerichtet hatte, kam Ilisarow 1990 zur zweiten nach  Boberg. Dort war er Gründungsmitglied der Deutschen Ilisarow-Gesellschaft. Alle Oberärzte des BUKH waren verpflichtet, nach Kurgan zu reisen und Ilisarows Methoden kennenzulernen. Die Deutsche Gesetzliche Unfallversicherung förderte die Hamburger Entwicklung „intelligenter“ Systeme in Hexapodanordnung.